# Llista d'estats sobirans i territoris dependents d'Àsia

Aquesta és un llista d'estats sobirans i territoris dependents a Àsia. Inclou tant els estats plenament reconeguts, els estats amb reconeixement limitat, i els territoris dependents tant d'estats asiàtics com de no asiàtics.
Les divisions entre Àsia i Europa es produeixen als Urals, al riu Ural i la mar Càspia a l'est, les Muntanyes del Caucas i el Mar Negre amb les seves sortides, Bòsfor i Dardanels al sud. Azerbaidjan, Geòrgia, el Kazakhstan, Rússia i Turquia es consideren part tant d'Europa com d'Àsia. Armènia i Xipre són totalment a Àsia Occidental, però són països socio-políticament europeus. La divisió entre Àsia i l'Àfrica es considera normalment que és el Canal de Suez, i situa la Península del Sinaí a Àsia, i per això Egipte es pot incloure com a estat asiàtic.
La divisió entre Àsia i Australàsia (Oceania) és discutida, i es posa en algun lloc entre Java i Nova Guinea. Indonèsia abraça les dues àrees, però es considera que és asiàtic. Timor Oriental de vegades és considerat part d'Australàsia, però a causa d'estar envoltat per Indonèsia i que un cop va ser part d'Indonèsia, es considera asiàtic. Papua Nova Guinea es considera ocasionalment asiàtic en virtut del seu veïnatge amb Indonèsia, però això és rar, i s'accepta generalment que és part d'Australàsia. La divisió entre Àsia i Amèrica del Nord es considera que és l'Estret de Bering. Algunes de les Illes Aleutianes es poden considerar com a asiàtiques.

## Estats sobirans

### Estats reconeguts
Els estats d'aquesta llista són tots els membres de les Nacions Unides.
| Bandera             | Nom curt            | Nom oficial                                   | Nom domèstic | Capital                  | Mapa                                          |
| ------------------- | ------------------- | --------------------------------------------- | --- | ------------------------ | --------------------------------------------- |
| Afganistan          | Afganistan          | República islàmica de l'Afganistan            | paixtu: د افغانستان اسلامي جمهوریت (Da Afġānistān Islāmī Jomhoriyat) persa: جمهوری اسلامی افغانستان (Jomhūrī-ye Eslāmī-ye Afġānistān)                          | Kabul                    | Ubicacio de l'Afganistan                      |
| Armènia             | Armènia             | República d'Armènia                           | armeni: Հայաստանի Հանրապետություն (Hayastani Hanrapetut’yun)                                                                                                   | Erevan                   | Armènia                                       |
| Azerbaidjan         | Azerbaidjan         | República de l'Azerbaidjan                    | àzeri: Azərbaycan Respublikası | Bakú                     | Azerbaidjan                                   |
| Bahrain             | Bahrain             | Regne de Bahrain                              | àrab: مملكة البحرين (Mamlakat al-Baḥrayn) | Al-Manama                | Bahrain                                       |
| Bangladesh          | Bangladesh          | República Popular de Bangladesh               | bengalí: : গণপ্রজাতন্ত্রী বাংলাদেশ (Gôno Projatontri Bangladesh) | Dhaka                    | Bangladesh                                    |
| Bhutan              | Bhutan              | Regne de Bhutan                               | dzongkha: (Brug rGyal-Khab) | Thimphu                  | Ubicació del Bhutan                           |
| Brunei              | Brunei              | Estat de Brunei, la llar de la pau            | malai: Negara Brunei Darussalam o نڬارا بروني دار السلام (Negara Brunei Darussalam)                                                                            | Bandar Seri Begawan      | Brunei                                        |
| Cambodja            | Cambodja            | Regne de Cambodja                             | khmer: (Preăh Réachéa Nachâk Kâmpŭchéa) | Phnom Penh               | Ubicació de Cambodja                          |
| Xina                | Xina                | República Popular de la Xina                  | xinès simplificat: 中华人民共和国 xinès tradicional: 中華人民共和國 (Zhōnghuá Rénmín Gònghéguó)                                                                | Beijing                  | Ubicació de la Xina                           |
| Xipre               | Xipre               | República de Xipre                            | grec: Κυπριακή Δημοκρατία (Kypriakí Dimokratía) turc: Kıbrıs Cumhuriyeti                                                                                       | Nicòsia                  | Xipre                                         |
| Geòrgia             | Geòrgia             | República de Geòrgia                          | georgià: საქართველო (Sakartvelo) | Tbilisi                  | Geòrgia                                       |
| Índia               | Índia               | República de l'Índia                          | hindi: भारत गणराज्य (Bhārat Gaṇarājya) | Nova Delhi               | Índia                                         |
| Indonèsia           | Indonèsia.          | República d'Indonesia                         | indonesi: Republik Indonesia | Jakarta                  | Indonèsia                                     |
| Iran                | Iran                | República Islàmica de l'Iran                  | persa: جمهوری اسلامی ايران (Jomhuri-ye Eslāmi-ye Irān) | Teheran                  | Iran                                          |
| Iraq                | Iraq                | República de l'Iraq                           | àrab: الجمهورية العراقية (al-Jumhūriyya al-Irāqiyya) kurd: كۆماری عێراق (Komarî Êraq)                                                                          | Bagdad                   | Iraq                                          |
| Israel              | Israel              | Estat d'Israel                                | hebreu: יִשְרָאֵל (Yisrā'el) àrab: إسرائيل (Isrā'īl) | Jerusalem                | Israel                                        |
| Japó                | Japó                | El Japó                                       | japonès: 日本国 (Nippon-koku/Nihon-koku) | Tòquio                   | Japó                                          |
| Jordània            | Jordània            | Regne Haixemita de Jordània                   | àrab: المملكة الأردنية الهاشميه (al-Mamlaka al-Urduniyya al-Hāximiyya)                                                                                         | Amman                    | Jordània                                      |
| Kazakhstan          | Kazakhstan          | República del Kazakhstan                      | kazakh: Қазақстан Республикасы (Qazaqstan Respublïkası) rus: Республика Казахстан(Respublika Kazakhstan)                                                       | Astanà                   | Kazakhstan                                    |
| Corea del Nord      | Corea del Nord      | República Democràtica Popular de Corea        | coreà: 조선민주주의인민공화국 (Chosŏn Minjujuŭi Inmin Konghwaguk)                                                                                              | Pyongyang                | Corea del Nord                                |
| Corea del Sud       | Corea del Sud       | República de Corea                            | coreà: 조선민주주의인민공화국 (Daehan-minguk) | Seül                     | Corea del Sud                                 |
| Kuwait              | Kuwait              | Estat de Kuwait                               | àrab: دولة الكويت (Dawlat al-Kuwayt) | Al-Kuwait                | Kuwait                                        |
| Kirguizstan         | Kirguizstan         | República del Kirguizstan                     | kirguís: Кыргыз Республикасы (Kırgız Respublikası) rus: Республика Казахстан(Kyrgyzskaya Respublika)                                                           | Bixkek                   | Kirguizstan                                   |
| Laos                | Laos                | República Democràtica Popular de Laos         | laosià: ສາທາລະນະລັດ ປະຊາທິປະໄຕ ປະຊາຊົນລາວ (Sathalanalat Paxathipatai Paxaxon Lao)                                                                                 | Vientiane                | Laos                                          |
| Líban               | Líban               | República Libanesa                            | àrab: الجمهوريّة البنانيّة (al-Jumhūriyya al-Lubnāniyya) francès: République libanaise                                                                           | Beirut                   | Líban                                         |
| Malàisia            | Malàisia            | Malàisia                                      | malai: مليسيا xinès simplificat: 马来西亚 xinès tradicional: 馬來西亞                                                                                          | Kuala Lumpur             | Malàisia                                      |
| Maldives            | Maldives            | República de Maldives                         | divehi: ދިވެހިރާއްޖޭގެ ޖުމުހޫރިއްޔާ (Divehi Rājjey ge Jumhuriyyā) | Malé                     | Maldives                                      |
| Mongòlia            | Mongòlia            | Mongòlia                                      | mongol: Монгол улс, (Mongol uls) | Ulan Bator               | Mongòlia                                      |
| Myanmar             | Myanmar (Birmània)  | Unió de Myanmar                               | birmà: (Pyi-daung-zu Myan-ma Naing-ngan-daw) | Naypyidaw                | Unió de Myanmar                               |
| Nepal               | Nepal               | República Democràtica Federal del Nepal       | nepalès: संघीय लोकतान्त्रिक गणतन्त्र नेपाल (Sanghiya Loktāntrik Ganatantra Nepāl)                                                                                         | Katmandu                 | República Democràtica Federal del Nepal       |
| Oman                | Oman                | Sultanat d'Oman                               | àrab: سلطنة عمان (Salṭanat ʻUmān) | Masqat                   | Sultanat d'Oman                               |
| Pakistan            | Pakistan            | República Islàmica de Pakistan                | urdú: اسلامی جمہوریہ پاکستان (Islāmī Jumhūrī-ye Pākistān) | Islamabad                | República Islàmica de Pakistan                |
| Illes Filipines     | Filipines           | República de les Filipines                    | tagàlog: Ng Republika Pilipinas | Manila                   | República de les Filipines                    |
| Qatar               | Qatar               | Estat de Qatar                                | àrab: دولة قطر (Dawlat Qaṭar) | Doha                     | Estat de Qatar                                |
| Rússia              | Rússia              | Federació Russa                               | rus: Российская Федерация (Rossiyskaya Federatsiya) | Moscou                   | Federació Russa                               |
| Aràbia Saudí        | Aràbia Saudita      | Regne de l'Aràbia Saudita                     | àrab: المملكة العربية السعودية (al-Mamlaka al-ʻArabiyya as-Saʻūdiyya)                                                                                          | Al-Riyad                 | Regne de l'Aràbia Saudita                     |
| Singapur            | Singapur            | República de Singapur                         | xinès simplificat: 新加坡共和国 malai: Republik Singapura tàmil: சிங்கப்பூர் குடியரசு                                                                                  | Àrea central de Singapur | República de Singapur                         |
| Sri Lanka           | Sri Lanka           | República Socialista Democràtica de Sri Lanka | singalès: ශ්‍රි ලංකා ප්‍රජාතාන්ත්‍රික සමාජවාදී ජනරජය (Sri Lankā Prajathanthrika Samajavadi Janarajaya) tàmil: இலங்கை ஜனநாயக சமத்துவ குடியரசு (Illankai Chananaayaka Chosalisa Kudiyarasu) | Sri Jayewardenepura      | República Socialista Democràtica de Sri Lanka |
| Síria               | Síria               | República Àrab Siriana                        | àrab: الجمهوريّة العربيّة السّوريّة (al-Jumhūriyya al-ʿArabiyya as-Sūriyya)                                                                                        | Damasc                   | República Àrab Siriana                        |
| Tadjikistan         | Tadjikistan         | República del Tadjikistan                     | tadjik: Ҷумҳурии Тоҷикистон (Jumhurii Tojikiston) | Duixanbe                 | República de Tadjikistan                      |
| Tailàndia           | Tailàndia           | Regne de Tailàndia                            | tailandès: ราชอาณาจักรไทย (Ratcha Anachak Thai) | Bangkok                  | Regne de Tailàndia                            |
| Timor Oriental      | Timor Oriental      | República Democràtica de Timor Oriental       | tetum: Repúblika Demokrátika Timór Lorosa'e portuguès: República democràtica de Leste de Timor                                                                 | Dili                     | República Democràtica de Timor Oriental       |
| Turquia             | Turquia             | República de Turquia                          | turc: Türkiye Cumhuriyeti | Ankara                   | Republic of Turkey                            |
| Turkmenistan        | Turkmenistan        | El Turkmenistan                               | turcman: Türkmenistan | Aixkhabad                | Turkmenistan                                  |
| Emirats Àrabs Units | Emirats Àrabs Units | Els Emirats Àrabs Units                       | àrab: دولة الإمارات العربية المتحدة (Dawlat al-Imārāt al-‘Arabiyya al-Muttaḥida)                                                                               | Abu Dhabi                | Emirats Àrabs Units                           |
| Uzbekistan          | Uzbekistan          | República de l'Uzbekistan                     | uzbek: O‘zbekiston Respublikasi | Taixkent                 | República de l'Uzbekistan                     |
| Vietnam             | Vietnam             | República Socialista del Vietnam              | vietnamita: Cộng hòa xã hội chủ nghĩa Việt Nam | Hanoi                    | República Socialista de Vietnam               |
| Iemen               | Iemen               | República del Iemen                           | àrab: الجمهورية اليمنية (al-Jumhūriyya al-Yamaniyya) | Sanà                     | República del Iemen                           |

### Estats no reconeguts o parcialment reconeguts
Els estats d'aquesta llista tenen diversos nivells de reconeixement. Cap d'ells no són membres de les Nacions Unides.
| Bandera                           | Nom curt                          | Nom oficial                       | Nom domèstic | Capital                                   | Mapa                              |
| --------------------------------- | --------------------------------- | --------------------------------- | --- | ----------------------------------------- | --------------------------------- |
| Abkhàzia                          | Abkhàzia.                         | República d'Abkhazia              | abkhaz: АҧсныApsny (Apsny) georgià: აფხაზეთი (Apkhazeti) АбхазияAbkhaziy rus: Абхазия (Abkhaziya)                                                                            | Sukhumi                                   | República d'Abkhazia              |
| República de Nagorno-Karabakh     | Alt Karabakh                      | República de l'Alt Karabakh       | armeni: Լեռնային Ղարաբաղ Հանրապետություն (Lernayin Gharabaghi Hanrapetutyun)                                                                                                 | Stepanakert                               | República de Nagorno-Karabakh     |
| República Turca del Nord de Xipre | República Turca de Xipre del Nord | República Turca de Xipre del Nord | turc: Kuzey Kıbrıs Türk Cumhuriyeti | Lefkoşa                                   | República Turca de Xipre del Nord |
| Palestina                         | Territoris Palestins              | Palestina                         | àrab: : دولة فلسـطين (Dawlat Filastīn) | Jerusalem (en teoria) Ramallah (de facto) | Palestina                         |
|                                   | Ossètia del Sud                   | República d'Ossètia del Sud       | osset: Республикæ Хуссар Ирыстон (Respublikæ Khussar Iryston) georgià: სამხრეთ ოსეთის რესპუბლიკა (Samkhret Oseti) rus: Республика Южная Осетия (Respublika Yuzhnaya Osetiya) | Tskhinvali                                | República d'Ossètia del Sud       |
|                                   | República de la Xina.             | República de la Xina              | xinès tradicional: 中華民國 (Zhōnghuá Mínguó) | Taipei                                    | República de la Xina              |

## Territoris dependents i altres territoris
| Bandera | Nom abreujat                       | Nom oficial                                                                   | Nom domèstic                                             | Capital          | Situació política             | Localització                           |
| ------- | ---------------------------------- | ----------------------------------------------------------------------------- | -------------------------------------------------------- | ---------------- | ----------------------------- | -------------------------------------- |
|         | Akrotiri i Dekélia                 | Les Bases de Sobirania d'Akrotiri i Dekélia                                   | anglès: The Sovereign Base Areas of Akrotiri and Dekélia | Episkopi         | Territori Britànic d'Ultramar | Akrotiri i Dekélia                     |
|         | Territori Britànic de l'Oceà Índic | Territori Britànic de l'Oceà Índic                                            | anglès: British Indian Ocean Territory                   | Diego Garcia     | Territori Britànic d'Ultramar | Territori Britànic de l'Oceà Índic     |
|         | Illa Christmas                     | Territori de l'illa Christmas                                                 | anglès: Territory of Christmas Island                    | Flying Fish Cove | Territori extern d'Austràlia  | Illa Christmas                         |
|         | Illes Cocos                        | Territori de les Illes Cocos (Keeling)                                        | anglès: Territory of Cocos (Keeling) Islands             | West Island      | Territori extern d'Austràlia  | Territori de les Illes Cocos (Keeling) |
|         | Hong Kong                          | Regió Administrativa Especial de Hong Kong de la República Popular de la Xina | xinès Tradicional: 香港特別行政區                        | Hong Kong        | Regió administrativa especial | Hong Kong                              |
|         | Macau                              | Regió administrativa especial de Macau de la República Popular de la Xina     | xinès: 澳門特別行政區                                    | Macau            | Regió administrativa especial | Macau                                  |